# かがのとしゅんしゅん便
『かがのとしゅんしゅん便』（かがのとしゅんしゅんびん）は、NHK金沢放送局が2009年度まで放送していた石川県内向けの地域情報番組。
後継番組は『かがのと情報丼』（2010年度）→『おーい!ことじろう』（2011年度）。

## 放送時間
石川県内の総合テレビ　平日 11:40～12:00（JST）
- 11:54以降は気象情報。（前半は東京から）
- 祝日・年末年始、国会中継や高校野球（春および夏、夏の準々決勝以上の石川県大会）中継時は休止。

## 各曜日のコーナー
この番組の主な内容は『デジタル百万石』で放送された特集などで構成されていた（太字のコーナー名）。※は現行の『かがのとイブニング』で継続されているもの。
月曜～金曜
- いしかわ市町村情報
- くらしのミニガイド

月曜
- ※ふるさと旅日和
- ※カルチャー百万石

火曜
- おすすめ!まいもん便

水曜
- ※ろくまる文庫

木曜
- ※NHKハートプラザ（NHKからのお知らせ）
- ※ビデオ便り
- ネットワーク石川（ケーブルテレビ局からのリポート）
- 伝言板（いわゆる「送出」のキャスターが担当）

金曜
- そこが気になる
- ※カルチャー百万石

## キャスター
NHK金沢放送局のキャスターが隔週で担当。
- 荒山沙織（後神戸局に移籍）
- 高橋ひろみ